# Góra Dantyszka
Góra Dantyszka (niem. Winterberg) – leśne wzniesienie morenowe (98 m n.p.m.) na obszarze Trójmiejskiego Parku Krajobrazowego w kompleksie Lasów Oliwskich, w gdańskiej dzielnicy Oliwa. U wschodniego podnóża "Góry Dantyszka", w ciągu ulicy Polanki znajdują się Dwór II, Dwór III i gdański oddział Instytutu Pamięci Narodowej. 
"Góra" ma dwa szczyty. Niższy bliżej ul. Polanki w odległości ok. 200 m. zaś wyższy w odległości ok. 350 m od ulicy.
Dawna nazwa pochodziła od nazwiska nadburmistrza Gdańska, Leopolda von Wintera. Obecna nazwa pochodzi od nazwiska biskupa chełmińskiego, gdańszczanina Jana Dantyszka. 
Nazwę Góra Dantyszka wprowadzono urzędowo w 1949, zastępując poprzednią urzędową nazwę byłego Wolnego Miasta Gdańska Winterberg. 

W wielu publikacjach można spotkać błędne umiejscowienie Góry Dantyszka lub przypisaniem temu wzniesieniu nazwy "Zimnica", nie jest to zgodne z archiwalnymi mapami polskimi i niemieckimi Wolnego Miasta Gdańska. Prawidłowo opisane wzniesienie znajduje się na wysokości skrzyżowania ul. Polanki i ul. Tetmajera.
W pobliżu znajdują się wzniesienia Głowica i Wiecha.